# Дебюро, Батист
Жан-Бати́ст-Гаспа́р Дебюро́ или просто Бати́ст (фр. Jean-Gaspard-Baptiste Deburau, наст. имя — Ян Ка́шпар Дво́ржак (чеш. Jan Kašpar Dvořák); 31 июля 1796, Колин, тогда Священная Римская империя, ныне Чехия — 16 июня 1846, Париж, Июльская монархия) — французский актёр-мим, создатель знаменитого образа Пьеро.

## Биография
Сын артиста бродячего цирка, канатного плясуна Филиппа Дебюро и чешской служанки Катержины Краловой. В 1811 году его семья обосновалась в Париже. Ещё через 5 лет Батист вместе с братом Францем стал актёром театра Фюнамбюль на бульваре дю Тампль. В 1819 он с большим успехом сыграл роль Пьеро в пантомиме «Арлекин-лекарь». Развивал традиции комедии дель арте. Похоронен на кладбище Пер-Лашез.
Мимом и продолжателем традиций стал сын Батиста — Шарль Дебюро (1829—1873). С обоими Дебюро часто сравнивали Чаплина и Марсо.

## Отражения в литературе и искусстве
- Книги о Дебюро появились уже при его жизни, одну из них написал Жюль Жанен (1832).
- Позже о Дебюро и театре «Фюнамбюль» писал Шанфлёри (1859), для которого Дебюро выступал примером народного искусства, противостоящего искусству аристократов.
- Пьесу «Дебюро» (1918) написал Саша Гитри, позже он снял по ней одноимённый фильм (1951).
- В 1938 фильм о Дебюро «Пляска на вулкане» поставил немецкий кинорежиссёр Ханс Штайнхоф (в роли Дебюро — Густаф Грюнденс).
- Жизнь мима легла в основу одного из самых прославленных шедевров французского кинематографа — фильма Марселя Карне «Дети райка» (1945, по сценарию Ж.Превера, в роли мима Жан-Луи Барро).